# Mia Bruyn-Ouwehand
Mia Bruyn-Ouwehand (Katwijk aan Zee, 17 juli 1895 - Epe, 9 september 1968) was een Nederlandse schrijfster. Zij is voornamelijk bekend geworden door haar trilogie De Rhynmonders, Springvloed en Dreigende branding, die zich afspeelt in het Katwijk aan Zee van vlak voor de Eerste tot vlak na de Tweede Wereldoorlog, en de Hermelijnreeks voor jonge meisjes. 

## Leven en werk
Ouwehand werd geboren in 1895 te Katwijk aan Zee als Marie, het eerste kind uit het tweede huwelijk van haar vader, reder en locoburgemeester Dirk Ouwehand. Haar moeder was Maria Cornelia Kerkhoven, een diacones die ten tijde van een epidemie in 1892 naar Katwijk aan Zee kwam. Marie kreeg een orthodox-calvinistische opvoeding, en hoewel ze altijd heeft willen studeren, stond haar vader dit niet toe.
Zij trouwde in 1919 met George Theodorus (Theo) Bruyn, een soldaat die in de Eerste Wereldoorlog gelegerd was in Katwijk. Vlak hierna vertrokken zij naar Bruyns geboorteland Nederlands-Indië, de toenmalige kolonie van Nederland. Zij werd na haar trouwen Mies genoemd.
Bruyn-Ouwehand keerde na ziekte in 1926 terug naar Nederland met twee kinderen. Zij vestigde zich in het Bezuidenhout in Den Haag. Zij begon een Mensendieck-praktijk aan huis en werd zo financieel onafhankelijk, bijzonder voor een vrouw uit die tijd. Zij leerde Mensendiecktherapie bij grondlegger Bess Mensendieck zelf in Duitsland. Zij gaf eind jaren 1930 enkele romans uit bij uitgeverij Van Dishoeck, maar haar literaire carrière kwam pas echt op gang toen zij na de oorlog voor uitgeverij Callenbach ging schrijven. Voor haar literaire activiteiten gebruikte ze de naam Mia.
Bruyn-Ouwehand overleed op 73-jarige leeftijd in Epe.